# 고지행
고지행(高智行, 일본명: 다카야마 도모유키일본어: 高山 智行 たかやま ともゆき[*], 1978년 5월 3일 ~ )은 KBO 리그 전 한화 이글스, 삼성 라이온즈 소속의 선수이다.

## 참고
고지행 - KBO 타자별 기록